# Menaa

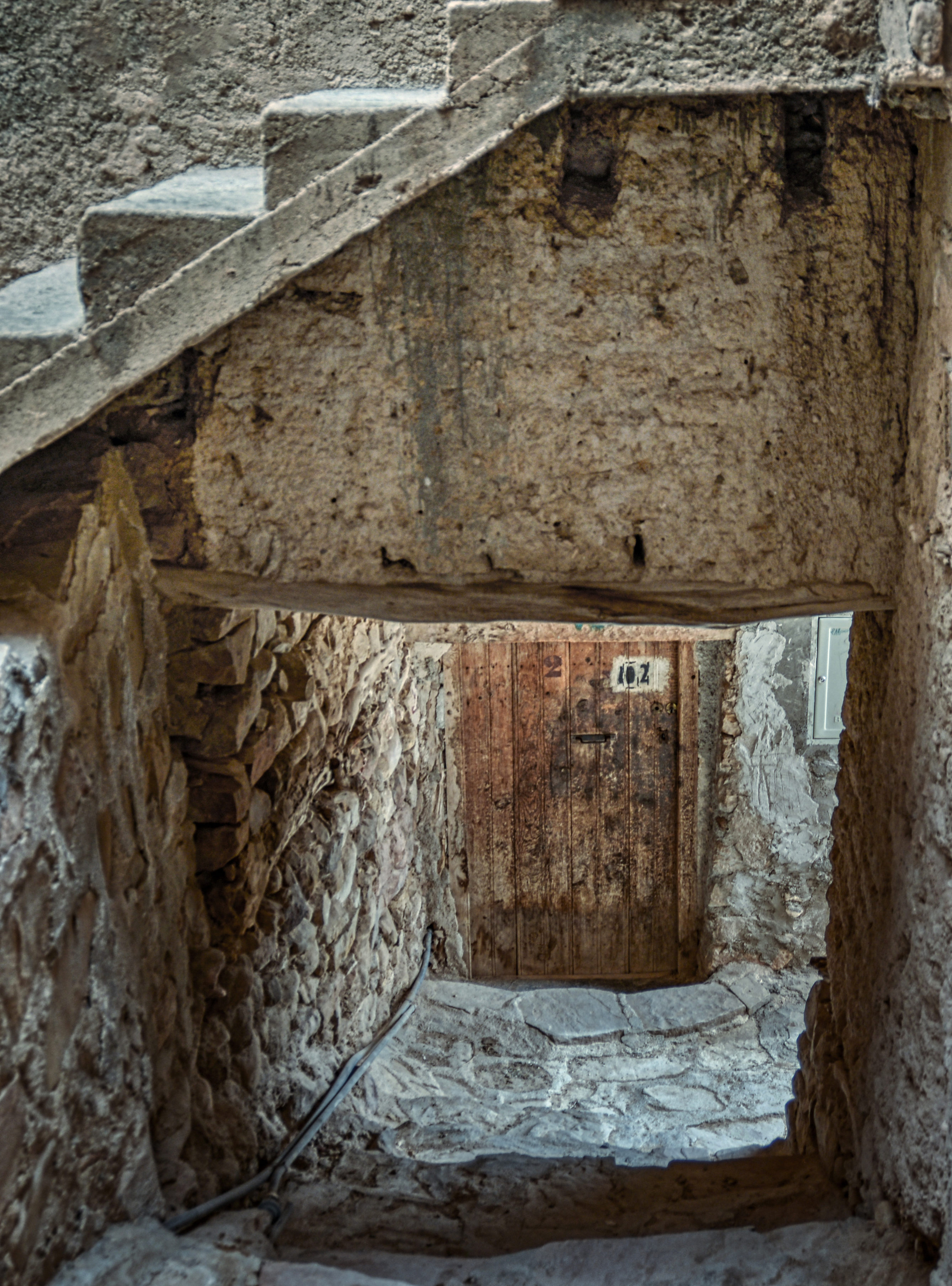
Casba de Menaa

Menaa es un municipio (baladiyah) de la provincia o valiato de Batna, daira de Menaa, en Argelia. En abril de 2008 tenía una población censada de 13 510 habitantes.
Se encuentra ubicado al noreste del país, sobre los montes Atlas, cerca de la costa del mar Mediterráneo, de la frontera con Túnez y de las turísticas ruinas de Timgad y Lambaesis.
Está a 77 km al suroeste de Batna y a 58 km al noreste de Biskra. El municipio se compone esencialmente de la ciudad principal Menaa con las localidades secundarias de Nara, Chelma y Brayed.